# 多利什尼盧若克
49°26′59″N 23°22′10″E / 49.44972°N 23.36944°E
多利什尼盧若克（羅馬化：Dolishnii Luzhou）是烏克蘭的村落，位於該國西部利沃夫州，由德羅霍貝奇區負責管轄，面積5.69平方公里，2001年人口714，人口密度每平方公里125.48人。